# エリー郡 (ニューヨーク州)
エリー郡（英: Erie County）は、アメリカ合衆国ニューヨーク州の西部に位置する郡である。人口は95万4236人（2020年）。郡庁所在地はバッファロー市（人口261,310人）であり、同郡で人口最大の都市である。郡名はエリー湖から採られており、「エリー」は1654年以前にエリー湖の南と東に住んでいたエリー族インディアンから採られていた。
エリー郡はバッファロー・ナイアガラフォールズ都市圏に属している。郡南部はサウスタウンズと呼ばれている。エリー湖の対岸はカナダのオンタリオ州である。

## 歴史

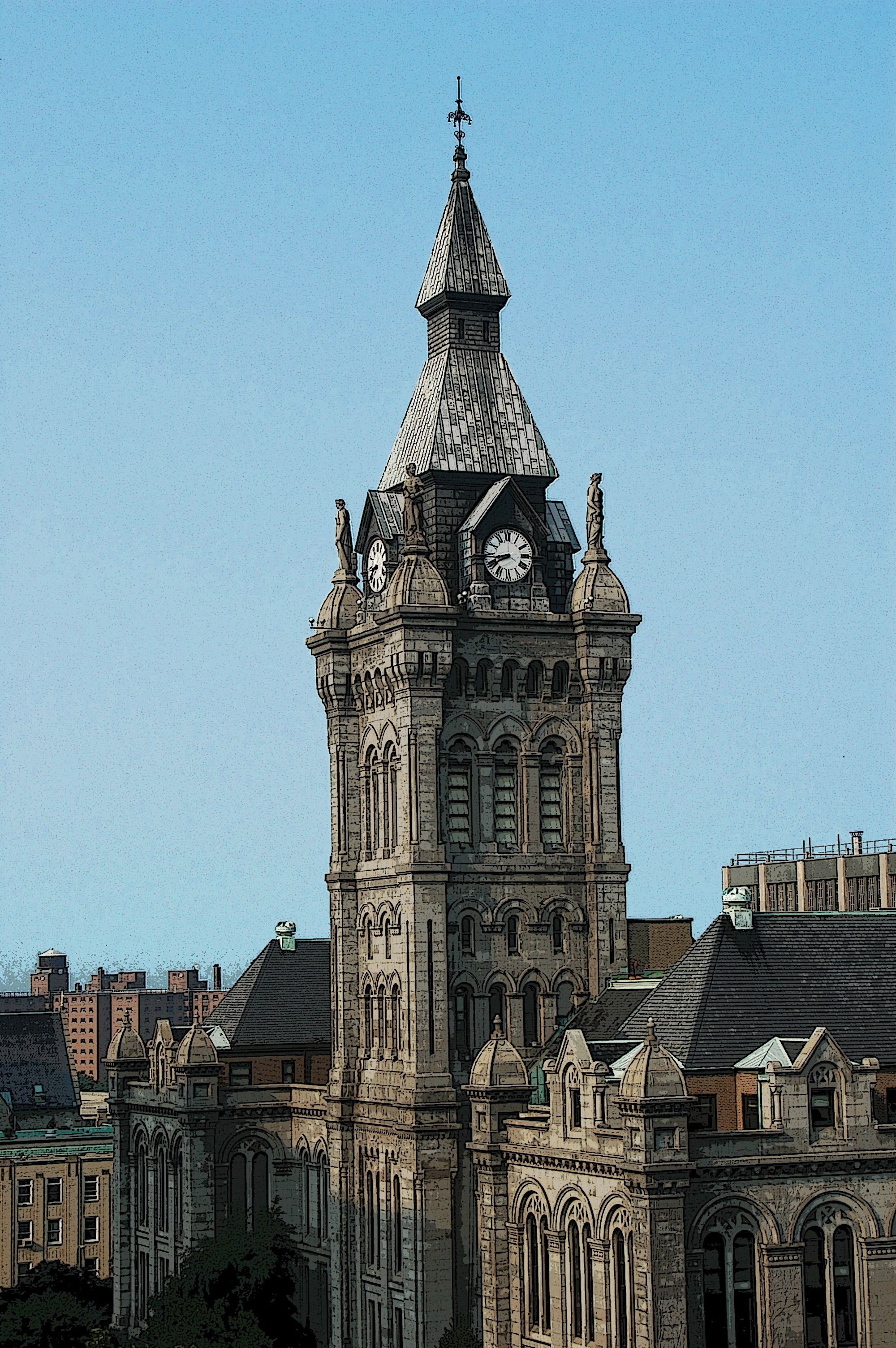
エリー郡旧庁舎

1683年にニューヨーク植民地で郡が作られたとき、現在のエリー郡はインディアンの領土であり、ニューヨーク植民地に属していなかった。ホランド土地会社がインディアンの領有権主張を消滅させ、現在のニューヨーク州西部8郡の権利を取得し、その測量を行い、町を造り、区画を販売した後の1800年頃、ヨーロッパ人による開拓が始まった。この頃、州西部は全てオンタリオ郡に含められていた。1802年、その中からジェネシー郡が作られた。1808年、ジェネシー郡からナイアガラ郡が分離した。1821年、ナイアガラ郡からエリー郡が作られ、領域はトナワンダ・クリークからカタラウガス・クリークまでの全ての土地に及んでいた。
郡内で造られた最初期の町はクラレンスとウィリンクだった。クラレンスは郡北部であり、ウィリンクは南部だった。クラレンスは現在も残っているが、ウィリンクは直ぐに再分割されて幾つかの町に変わった。1821年にエリー郡が設立されたときの町は、アマースト、オーロラ、ボストン、クラレンス、コリンズ、コンコード、イーデン、エバンス、ハンバーグ、ホランド、サーディニア、ウェールズがあった。
郡内にはアメリカ合衆国国家歴史登録財に指定されている資産が多い。
1861年、ランカスター町の中にある小集落タウンラインが住民投票を行い、賛成85票、反対40票でアメリカ合衆国から脱退し、アメリカ連合国への加入を決めた。南軍には5人の兵士を送った。アメリカ合衆国に正式に戻ったのは1946年1月になってからだった。タウンラインの消防署は、アメリカ連合国への繋がり故に「反乱の最後の者」というスローガンを掲げている。

## 地理
エリー郡はニューヨーク州西部にあり、エリー湖に接している。ニューヨーク大都市圏に入っていない郡の中では、最も人口が多い。カナダ＝アメリカ合衆国国境に接し、エリー湖の対岸はカナダのオンタリオ州である。
アメリカ合衆国国勢調査局に拠れば、郡域全面積は1,227平方マイル (3,177.9 km2)であり、このうち陸地1,043平方マイル (2,701.4 km2)、水域は183平方マイル (474.0 km2)で水域率は14.89%である。北の郡境はトナワンダ・クリークである。南部郡境にはカタラウガス・クリークが流れている。その他の河川として、バッファロー・クリーク、カユガ・クリーク、カゼノビア・クリーク、スカジャカダ・クリーク、エイティーンマイル・クリーク、エリコット・クリークがある。
郡の北半分、バッファロー市とその郊外を含む領域は比較的平坦であり、湖から離れると徐々に標高を上げている。南半分はサウスタウンズと呼ばれ、丘陵が多く、アパラチア山脈の北西端麓丘陵部にあたる。
郡内最高地点はサーディニア町にある岡であり、標高は1,940フィート (591 m) である。最低地点はナイアガラ川のグランドアイランド近くで、標高は約560フィート (171 m) である。
オノンダガ断崖が郡北部を通っている。

### 主要高規格道路
| - 州間高速道路90号線(ニューヨーク州スルーウェイ） - 州間高速道路190号線（ナイアガラ・スルーウェイ） - 州間高速道路290号線（ヤングマン・イクスプレスウェイ） - 州間高速道路290号線（ロックポート・イクスプレスウェイ） - アメリカ国道20号線 - アメリカ国道20A号線 | - アメリカ国道62号線 - アメリカ国道219号線（サザン・イクスプレスウェイ） - ニューヨーク州道5号線 （バッファロー・スカイウェイ/ハンバーグ・ターンパイク） - ニューヨーク州道16号線 - ニューヨーク州道33号線（ケンジントン・イクスプレスウェイ/ジェネシー通り） - ニューヨーク州道39号線 - ニューヨーク州道78号線（トランジット道路） - ニューヨーク州道179号線（マイルストリップ・イクスプレスウェイ/道路） | - ニューヨーク州道198号線（スカジャガダ・イクスプレスウェイ） - ニューヨーク州道263号線（ミラーズポート・ハイウェイ） - ニューヨーク州道240号線 - ニューヨーク州道277号線 - ニューヨーク州道324号線（グランドアイランド・ブールバード/シェリダン・ドライブ） - ニューヨーク州道354号線（クリントン通り） - ニューヨーク州道400号線（オーロラ・イクスプレスウェイ） |

### 隣接する郡
- ナイアガラ郡 - 北
- ワイオミング郡 - 東
- ジェネシー郡 - 東
- カタラウガス郡 - 南
- シャトークア郡 - 南西
- カナダ、オンタリオ州ナイアガラ地域 - 北西

### 国立保護地域
- セオドア・ルーズベルト就任式国立歴史史跡

### 川、水流、湖
- バッファロー川
- カタラウガス・クリーク
- カユガ・クリーク
- エリー湖
- ナイアガラ川
- スカジャカダ・クリーク
- トナワンダ・クリーク
- エリコット・クリーク

## 郡政府
エリー郡の議会は定数11人である。2013年時点で民主党員6人、共和党員5人となっている。

## 人口動態
以下は2010年国勢調査による人口統計データである。
| 基礎データ - 人口: 919,040人 - 人口密度: 351人/km2（910人/mi2） - 住居数: 415,868 軒 - 住居密度: 154軒/km2（398軒/mi2） 人種別人口構成 - 白人: 82.18% - アフリカン・アメリカン: 13.00% - ネイティブ・アメリカン: 0.61% - アジア人: 1.46% - 太平洋諸島系: 0.02% - その他の人種: 1.42% - 混血: 1.31% - ヒスパニック・ラテン系: 3.27% 先祖による構成 - ドイツ系：19.6% - ポーランド系：17.2% - イタリア系：14.9% - アイルランド系：11.7% - イギリス系：5.0% 言語による構成 - 英語：91.1% - スペイン語：3.0% - ポーランド語：1.6% | 年齢別人口構成 - 18歳未満: 24.3% - 18-24歳: 8.7% - 25-44歳: 28.4% - 45-64歳: 22.7% - 65歳以上: 15.9% - 年齢の中央値: 38歳 - 性比（女性100人あたり男性の人口） - 総人口: 91.6 - 18歳以上: 87.8 世帯と家族（対世帯数） - 18歳未満の子供がいる: 29.6% - 結婚・同居している夫婦: 46.5% - 未婚・離婚・死別女性が世帯主: 13.7% - 非家族世帯: 36.1% - 単身世帯: 30.5% - 65歳以上の老人1人暮らし: 12.5% - 平均構成人数 - 世帯: 2.41人 - 家族: 3.04人 収入と家計 - 収入の中央値 - 世帯: 38,567米ドル - 家族: 49,490米ドル - 性別 - 男性: 38,703米ドル - 女性: 26,510米ドル - 人口1人あたり収入: 20,357米ドル - 貧困線以下 - 対人口: 12.2% - 対家族数: 9.2% - 18歳未満: 17.3% - 65歳以上: 7.8% |

## 都市と町

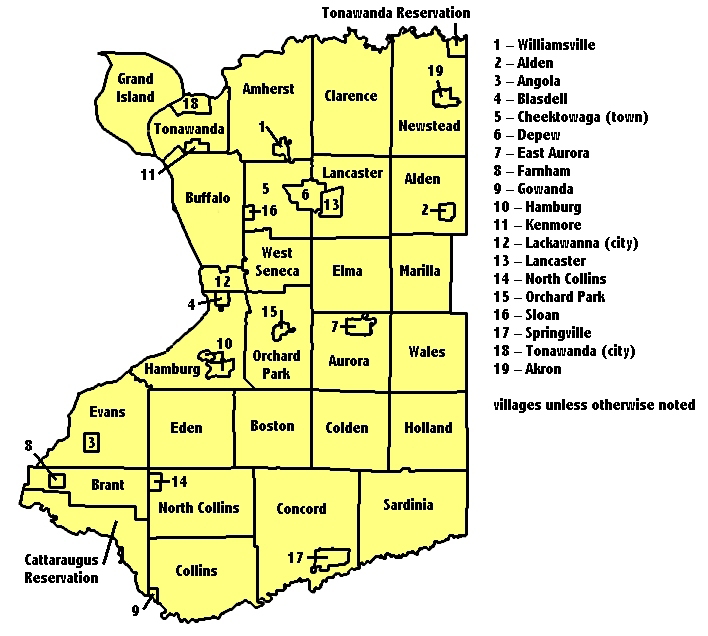
エリー郡の自治体配置図

| - バッファロー市 - 郡庁所在地 - ラッカワナ市 - トナワンダ市 - アマースト町 - アクロン村 - アルデン町 - アルデン村 - アンゴラ・オン・ザ・レイク（ハムレット） - アンゴラ村 - オーロラ町 - ビリントンハイツ（ハムレット） - ブラスデル村 - ボストン町 - ボウマンズビル（ハムレット） - ブラント町 - チークトワガ町 - クラレンスセンター（ハムレット） - クラレンス町 - クラレンス（ハムレット） - コルデン町 - コリンズ町 - コンコード町 - デピュー村 - ダービー（ハムレット） - イーストアマースト（ハムレット） - イーストオーロラ村 - イーデン町 - エルマセンター - エルマ町 | - エバンス町 - ファーナム村 - ゴワンダ村 - グランドアイランド町 - ハンバーグ町 - ハンバーグ村 - ハリスヒル（ハムレット） - ホランド町 - ケンモア村 - レイクエリービーチ（ハムレット） - レイクビュー（ハムレット） - ランカスター町 - ランカスター村 - マリラ町 - ニューステッド町 - ノースボストン - ノースコリンズ町 - ノースコリンズ村 - オーチャードパーク町 - オーチャードパーク村 - サーディニア町 - スローン村 - スナイダー（ハムレット） - スプリングビル村 - トナワンダ町 - タウンライン（ハムレット） - ウェールズ町 - ウェストセネカ町 - ウィリアムズビル村 |

### インディアン居留地
- カタラウガス居留地
- トナワンダ居留地

## 特記事項
エリー郡は、アメリカンフットボールのバッファロー・ビルズ、アイスホッケーのバッファロー・セイバーズ、ラクロスのバッファロー・バンディッツ、マイナーリーグ野球のバッファロー・バイソンズが本拠地にしている。バッファロー市内には動物園、植物園、科学博物館、歴史博物館があり、また著名なオルブライト＝ノックス美術館もある。
エリー郡祭は毎年8月にハンバーグ町で開催されており、郡内では2番目に大きな祭である。
エリー郡とバッファロー市を統合する案が出ている。実現すれば、管理部局を大幅に削減し、郡内の多くの町、市、村という小区分を無くすことができる。単一政府による統合市郡となり、バッファロー市の境と人口をエリー郡のものと一体にできる。この計画は多くの議論を呼んでいる。反対意見は自分達に利益をもたらさないと考える郡内の田園部村、バッファロー市やエリー郡との財政的トラブルを避けたいという郊外部から上がっている。郊外部は大都市に隣接していることから来る快適さという恩恵を同時に受けている。

## 教育
郡内の高等教育機関として、ブライアント・アンド・ストラットン、バッファロー州立カレッジ、カニシウス・カレッジ、デーメン・カレッジ、デュービル・カレッジ、エリー・コミュニティカレッジ、ヒルバート・カレッジ、ヒュートン・カレッジ、メデイル・カレッジ、トロケア・カレッジ、ニューヨーク州立大学バッファロー校、ビラマリア・カレッジがある。

### 公共教育学区
- アクロン中央教育学区
- アルデン中央教育学区
- アマースト中央教育学区
- バッファロー市教育学区
- チークトワガ中央教育学区
- チークトワガ・メアリーベイル統合自由教育学区
- チークトワガ・スローン統合自由教育学区
- クラレンス中央教育学区
- クリーブランドヒル統合自由教育学区
- デピュー統合自由教育学区
- イーストオーロラ統合自由教育学区
- イーデン中央教育学区
- エバンス・ブラント中央教育学区
- フロンティア中央教育学区
- グランドアイランド中央教育学区
- ゴワンダ中央教育学区
- ハンバーグ中央教育学区
- ホランド中央教育学区
- ホープベイル統合自由教育学区、ハンバーグ
- イロコイ中央教育学区
- ケンモア・トナワンダ統合自由教育学区
- ラッカワナ市教育学区
- ランカスター中央教育学区
- ノースコリンズ中央教育学区
- オーチャードパーク中央教育学区
- スプリングビル・グリフィス・インスティチュート中央教育学区
- スウィートホーム中央教育学区
- トナワンダ市教育学区
- ウェストセネカ中央教育学区
- ウィリアムズビル中央教育学区Williamsville Central School District

## 公園とレクリエーション

### 州立公園
- アマースト州立公園、ウィリアムズビル
- ビーバー島州立公園、グランドアイランド
- バックホーン島州立公園、グランドアイランド
- エバンゴラ州立公園、ブラントとエバンス
- グレートベーア湿地、アマースト
- ノックス農園州立公園、イーストオーロラ
- ラインスタイン森自然保護地、チークトワガ
- ティルマン道路野生生物管理地域、クラレンス
- ウッドローンビーチ州立公園、ハンバーグ

### エリー郡立公園

#### 歴史遺産公園
歴史遺産公園は景観、自然、歴史的意義が統合された公園である。
- アクロンフォールズ公園、1933年頃建設
- チェスナットリッジ公園、1925年頃建設
- コモ湖公園、1925年頃建設
- エリコット・クリーク公園、1925年頃建設
- エメリー公園、1925年頃建設

#### ウォーターフロント公園
ウォーターフロント公園は郡公園体系の重要要素であり、湖岸やレクリエーション・トレイルなどが入っている。
- ベネットビーチ公園
- アイルビュー公園
- リバーウォーク公園
- ウェントビーチ公園

#### 保護公園
これら公園の主目的は自然環境の保護、自然と親しむレクリエーション活動であり、土地は自然のままに残されている。
- ボストンの森
- エイティーンマイル・クリーク公園
- フランクリン湾公園
- ハンターズ・クリーク公園
- スコビー・ダム公園

#### 特殊目的公園
これらの公園は特徴があり、特殊な機能を持っている。
- バッファロー・アンド・エリー郡植物園
- エルマメドウズ・ゴルフコース
- グロバー・クリーブランド・ゴルフコース
- スプラーグ・ブルック公園

#### 森林管理地域
森林管理地域は元は森だった所である。トレイルや資源管理の教育など限られた活動が認められている。